# فرانك ويلسون (ممثل)
فرانك ويلسون (بالإنجليزية: Frank Wilson)‏ هو ممثل أسترالي، ولد في 11 أبريل 1924 في أستراليا، وتوفي في 24 أكتوبر 2005 بسبب السكري.

## وصلات خارجية
- فرانك ويلسون على موقع IMDb (الإنجليزية)
- فرانك ويلسون على موقع ديسكوغز (الإنجليزية)
- فرانك ويلسون على موقع قاعدة بيانات الفيلم (الإنجليزية)